# Ема Радујко
Ема Радујко (Бања Лука, 20. јун 2004) српска је певачица и тиктокерка. Истакла се 2020. путем платформе TikTok, док је 2022. објавила сингл Топ. Године 2023. потписала је уговор с дискографском кућом Seven Sky и издала свој мини-албум Афродита.

## Биографија
Рођена је 20. јуна 2004. године у српској породици у Бањој Луци, а неко време је живела и у Хрватској. Године 2020. почела је да снима видео-записе за TikTok, где је убрзо стекла популарност. У мају 2022. објавила је дебитантски сингл Топ за издавачку кућу IDJ Tunes, а у јуну 2023. и деби албум Афродита за Seven Sky. Албум је представила током наступа на фестивалу Belgrade Music Week у јуну 2023. године, где је истакла заставу дугиних боја у знак подршке правима ЛГБТ+ особа у Србији. Међутим, значајан део публике је дочекао са звиждуцима због овог геста, након чега је гађана пластичним флашама.

## Дискографија
Мини-албуми
- Афродита (2023)

Синглови
- Топ (2022)
- Иди ми, дођи ми (2023)
- Тајно моја (са Албином, 2023)
- (2023)
- Жена фудбалера (2023)
- Да боли (2023)
- Полу жена, полу мачка (са Албином, 2023)
- Тетовиран (2023)
- Са другом (2023)
- Бенг бенг (са Ин вивом, 2024)
- Карамела (2025)
- Москва (2025)